# (611) Valeria
(611) Valeria – planetoida z pasa głównego asteroid okrążająca Słońce w ciągu 5 lat i 55 dni w średniej odległości 2,98 j.a. Została odkryta 24 września 1906 roku w Taunton (Massachusetts) przez Joela Metcalfa. Nazwa planetoidy pochodzi od imienia Valeria (została zainspirowana literami oznaczenia asteroidy [1906 VL] w imieniu VaLeria). Przed jej nadaniem planetoida nosiła oznaczenie tymczasowe (611) 1906 VL.